# 白ネズミは人気者
『白ネズミは人気者』(しろネズミはにんきもの、Mouse for Sale)は、「トムとジェリー」の作品の一つ。1955年5月21日公開。

## スタッフ
- 監督 - ウィリアム・ハンナ、ジョセフ・バーベラ
- 製作 - フレッド・クインビー
- 作画 - ケネス・ミューズ、エド・バージ、レイ・パターソン、アーヴン・スペンス
- 背景 - ロバート・ジェントル
- 音楽 - スコット・ブラッドリー

## 内容
飼い主の目を盗んで新聞を読み耽っていたトムは、「白ネズミ高く買い取ります」というペットショップの記事を見つける。金に目がくらんだトムはジェリーを「白ネズミ」に仕立ててペットショップに売り、大金をまんまと手に入れる。
札束をカーペットの下へ隠し億万長者の夢心地になるトム。そこへジョアン夫人が気分良く身支度を済ませ買い物に出かける。トムのへそくりが見つかってしまったのだ。金を失ってふてくされた顔をしたトムの元にジョアンが帰宅。新しいペットを買ったのだという。それはなんと「踊る白ネズミ」、トムが売り飛ばした他でもないジェリーだった。
ジョアンがジェリーを贔屓しているのを気に食わないトムはジェリーの塗装を落とすなどして正体をばらそうとし、またジェリーも正体を隠そうとするいつものバトルが始まるが、軍配は白ネズミいじめを許さないジョアンを味方につけたジェリーに上がる。ジェリーを捕まえるごとに箒で頭を叩かれ、ついにジェリーの正体をばらせないまま家を追い出されてしまったトムは、ガレージにあった白ペンキを見てひらめく。
しばらくしてジョアンの前に現れたのは「踊る白ネコ」。自らペンキを塗りたくったトムはジェリーのようにダンスを披露する。ジョアンはそんなトムを見て「トムったら、白ネズミに焼き餅焼いてたのね。家に入れてあげるけどこれからは仲良くしなくちゃダメよ」と言い、「ダンス仲間ができて良かったわね」と微笑ましく去っていく。トムはジェリーを踊りながら踏みつけ、遂に仕返しをするのであった。
本作はトムが勝利する数少ない話の1つである。

## 登場キャラクター
トム
「白ネズミ高価買取」のペットショップ広告を見て大興奮し、ジェリーを白ネズミに仕立て上げてペットショップに持ち込み換金。だが手に入れた金はジョアンに使われてしまった上にジェリーの購入に充てられてしまう。ジェリーの正体を暴けないまま「白ネズミをいじめる悪いネコ」として捕まえているのを見るごとに箒で頭を叩かれ、最終的に家を追い出されるが、自身を「白ネコ」に仕立て上げることでジョアンの同情を誘い、最後はジェリーへの仕返しを成功させた。
ジェリー
トムから白ネズミに仕立て上げられてペットショップへ売りに出されるが、ジョアンが自身を購入したためトム宅へ戻り、やがてそのジョアンを味方につけてトムの攻撃をかわす。だが最後は「白ネコ」となったトムから仕返しを喰らった。
ジョアン
トムの飼い主。トムが隠した「白ネズミのジェリーを売って得た金」を見つけ、その金でジェリーを購入。やがてジェリーを攻撃するトムの頭を箒で叩き、最終的に怒って追い出すが、白ネコになったトムを見て「ジェリーに嫉妬していた」と誤解しトムを家へ入れてやった。